# L'État sauvage (pel·lícula de 2019)
L'État sauvage és una pel·lícula de western francesa dirigida per David Perrault, que es va estrenar l'octubre de 2019 al Festival de Cinema de Donibane Lohitzune i va celebrar la seva estrena internacional al Festival Internacional de Cinema de Rotterdam el gener de 2020. Es va estrenar als cinemes francesos el 26 de febrer de 2020.

## Argument
Quan comença la Guerra Civil i les tropes de la Unió envaeixen Missouri, els soldats es presenten un dia en una reunió familiar organitzada pels colons francesos i comencen a terroritzar els convidats. El patriarca Edmond, cap de la família burgesa, veu amenaçada la seva seguretat i decideix el 1861 abandonar la confortable finca de St. Charles i portar la seva dona Madeleine i les seves tres filles adultes Esther, Justine i Abigaëlle a França. Se suposa que Víctor, un home amb un passat criminal, els protegirà en el llarg viatge cap a l'est, on planegen agafar un vaixell que els portarà de tornada a França. Van acompanyats per la minyona Layla.
Però el petit grup està sent perseguit perquè una banda de proscrits, encapçalada per la pistolera Bettie, busquen en Víctor. Té l'ull posat en la filla d'Edmond, Abigaëlle, que està contenta de la seva presència durant el llarg viatge i no sembla que hi sigui contrari.

## Repartiment
- Alice Isaaz : Esther
- Déborah François : Justine
- Kevin Janssens : Victor
- Bruno Todeschini : Edmond
- Constance Dollé : Madeleine
- Armelle Abibou : Layla
- Maryne Bertieaux : Abigaëlle
- Kate Moran : Bettie
- Pierre-Yves Cardinal : Samuel
- Grégoire Colin : De Lisle
- Vincent Grass : Grand Chef
- Lee Delong : Miss Davis

## Producció

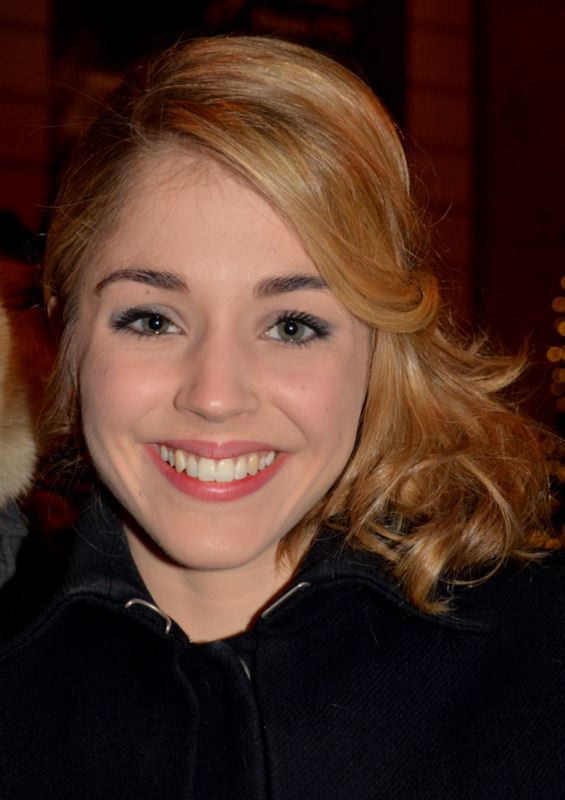
Alice Isaaz interpreta a Esther

La pel·lícula va ser dirigida per David Perrault, qui també va escriure el guió. La pel·lícula és descrita per ell mateix i la crítica com un "western feminista".Al programa del Festival Internacional de Cinema d'Oldenburg afirma: "Carregat d'anhels i obsessions sexuals, Perrault situa les dones fortes al centre dramàtic del seu western totalment feminista."
Kevin Janssens i Alice Isaaz interpreten els papers principals de l'antic criminal Victor i Esther, la protagonista més jove. Deborah François i Maryne Bertieaux interpreten el altres dues joves Justine i Abigaëlle. Bruno Todeschini i Constance Dollé interpreten els seus pares Edmond i Madeleine. Armelle Abibou interpreta a la seva serventa Layla, Kate Moran la cap de banda Bettie.
El rodatge va tenir lloc del 24 de setembre al 22 de novembre de 2018 a Île-de-France, Aquitània i Canadà.
Una primera projecció va tenir lloc el 9 d'octubre de 2019 al festival de cinema de Donibane Lohitzune. Es va projectar al Festival Internacional de Cinema de Rotterdam a finals de gener de 2020. Es va estrenar als cinemes francesos el 26 de febrer de 2020 i es va publicar com a vídeo sota demanda el 29 d'abril de 2020.

## Recepció

### Comentaris
Fabien Lemercier de la revista de cinema en línia Cineuropa critica L'État sauvage per barrejar massa temes i estils en el seu intent d'abordar les paradoxes de la llibertat i el buit des d'una perspectiva feminista i explorar-ne els tropes del western respecte dels personatges amb els quals juga la pel·lícula. Dins del gènere del western europeu, per exemple, el director alemany Thomas Arslan amb Gold o el francès Jacques Audiard amb Els germans Sisters ha produït un treball millor. Optant per un aspecte molt contrastat, càmera lenta, l'ús de colors contrastats i desenfocaments, inicialment en un espai reduït, més tard en paisatges naturals encisadors, David Perrault va aconseguir crear una atmosfera que recorda les vores surrealistes.

### Premis
LIII Festival Internacional de Cinema Fantàstic de Catalunya 2020
- Nominada a la Millor pel·lícula en la Competició Oficial Fantàstic (David Perrault)[9][10]